# Stojko Vranković
Stojko Vranković (ur. 22 stycznia 1964 w Drnišu) – chorwacki koszykarz, center. Dwukrotny srebrny medalista olimpijski.
Zawodową karierę zaczynał KK Zadar. W sezonie 1989-90 grał w greckim Arisie Saloniki, w 1990 podpisał kontrakt z Boston Celtics. W NBA występował przez dwa lata, w 1992 podpisał kontrakt z Panathinaikosem (Puchar Europy w 1996). W 1996 ponownie wyjechał do USA i do 1999 grał w Minnesota Timberwolves oraz Los Angeles Clippers. Karierę kończył w 2001 w Fortitudo Bolonia.
W 1987 roku wziął udział FIBA All-Star Game, a w 1999 w Euro All-Star Game.
Pierwsze srebro olimpijskie wywalczył w Seulu w barwach Jugosławii. Jako reprezentant tego kraju był także mistrzem Europy (1989) oraz brązowym medalistą mistrzostw świata (1986) i kontynentu (1987). Po rozpadzie Federacji grał w barwach Chorwacji, w 1992 sięgając po kolejne srebro. Brał udział w IO 96, był brązowym medalistą MŚ (1994) oraz ME (1993 i 1995).

## Osiągnięcia
Na podstawie, o ile nie zaznaczono inaczej.
Drużynowe
- Mistrz:
  - Euroligi (1996)
  - Jugosławii (1986)
  - Grecji (1990)
  - Włoch (2000)
- Wicemistrz:
  - Grecji (1993, 1995, 1996)
  - Włoch (2001)
- Brąz Euroligi (1994, 1995, 2001)
- 4. miejsce w Eurolidze (1987, 1990)
- Zdobywca pucharu:
  - Grecji (1990, 1993, 1996)
  - Chorwacji (2002)

Indywidualne
- MVP meczu gwiazd ligi greckiej (1995)
- Lider Euroligi w zbiórkach (1995)
- Uczestnik meczu gwiazd:
  - FIBA (1987)
  - FIBA EuroStars (1999)
  - ligi greckiej (1995)
- Jeden z kandydatów do grona 50 Największych Osobowości Euroligi (2008)
- Lider ligi greckiej w blokach (1994–1996)

Reprezentacja
- Mistrz:
  - Europy (1989)
  - Uniwersjady (1987)
- Wicemistrz:
  - olimpijski (1988, 1992)
  - mistrzostw Europy U–18 (1982)
- Brązowy medalista mistrzostw:
  - świata (1986, 1994)
  - Europy (1987, 1993, 1995)
- Uczestnik:
  - mistrzostw:
    - świata (1986, 1994)
    - Europy (1985, 1987, 1989, 1993, 1995)
    - Europy U–18 (1982)
    - Europy U–16 (1981 – 5. miejsce)

  - igrzysk olimpijskich (1988, 1992, 1996 – 7. miejsce)
- Lider:
  - igrzysk olimpijskich w blokach (1988)[7]
  - mistrzostw świata w zbiórkach (1994)